# Замок Вайдахуньяд
Замок Вайдахуньяд — замок в будапештском парке Варошлигет. Замок возводился в 1896 — 1908 годах по проекту архитектора Игнаца Альпара.
В 1896 году в ходе подготовки к празднованию 1000-летия обретения венграми родины в парке Варошлигет, по проекту известного архитектора Игнаца Альпара, был построен «Исторический павильон». Павильон был сделан из дерева, фанеры и папье-маше и представлял собой эклектическую смесь романского стиля, готики, ренессанса и барокко.
В свой проект замка Альпар включил элементы 21 знаменитых сооружений Венгрии, в том числе замка Вайдахуньяд (замка Корвинов), крепости Шегешвара, башни брашовской крепости Каталина, церкви в Яке и целого ряда других храмов, башен и замков. Поскольку элементы сооружения, копирующие архитектуру замка Вайдахуньяд, родового гнезда рода Хуньяди в Трансильвании, были наиболее заметны, «Исторический павильон» стали также именовать Вайдахуньяд.
После окончания торжеств павильон был разобран, однако он настолько полюбился будапештцам, что в 1904 г. было решено возвести его на том же месте в камне. Строительство в основном завершилось в 1907 году. Церемонию открытия каменного замка Вайдахуняд возглавил император Австрии и король Венгрии Франц Иосиф.
В 1908 году замок был полностью окончен. Перед замком установлен памятник Игнацу Альпару работы Эде Тельча.
Во дворе замка находится статуя Анонима, неизвестного автора хроники Gesta Hungarorum. 
В 1925 году возведена капелла с укрепленным на ней медальоном, изображающим Игнаца Альпара (в честь его 75-летия).
В настоящее время в замке Вайдахуньяд располагается Сельскохозяйственный музей.